# Колизей (кинотеатр, Екатеринбург)
Колизе́й — кинотеатр в Екатеринбурге и старейший зал города. Располагается в здании первого городского театра, на проспекте Ленина, 43.

## История
Здание кинотеатра «Колизей» построено в 1845 году, в нём размещался первый городской театр. Каменное здание театра на перекрёстке Главного проспекта (сейчас проспект Ленина) и Вознесенского проспекта (сейчас улица Карла Либкнехта) было возведено в 1845 году по проекту архитектора К. Г. Турского по инициативе горного начальника генерала В. А. Глинки. Средства на строительство театра предоставило екатеринбургское купечество: Я. М. Рязанов, городской голова А. Т. Рязанов, с помощью Г. Ф. Казанцева и М. И. Коробкова.
В 1912 году в Екатеринбурге появилось новое здание театра, после чего здание на Главном проспекте взял в аренду мещанин Волков для проведения показа кинематографа. В 1914 году городской театр был переименован в «Колизей» и использовался в качестве кинотеатра. В 1920 году кинотеатр переименовали в «Красный Урал», а позднее — в «Октябрь».
В 1968 году, когда сгорел кинотеатр «Салют», кинотеатр «Октябрь» стал выполнять функцию детского специализированного кинотеатра. В 1979 году кинотеатр «Октябрь» был реконструирован под стерео кинотеатр, были также пристроены помещения с северной стороны.
Историческое название кинотеатру вернули в 2002 году. После последней реконструкции кинотеатр был открыт в 2002 году ко дню российского кино, став первым киноцентром класса «Премиум» сети Киномакс. Большой зал киноцентра рассчитан на 280 мест.
В июле 2016 года кинотеатр перестал функционировать по решению суда, взыскавшего с арендатора 8,3 млн рублей долгов.
По состоянию на 2023 год здание используется как театральная площадка для коллектива «Провинциальные танцы» и молодёжного театра «Игра».

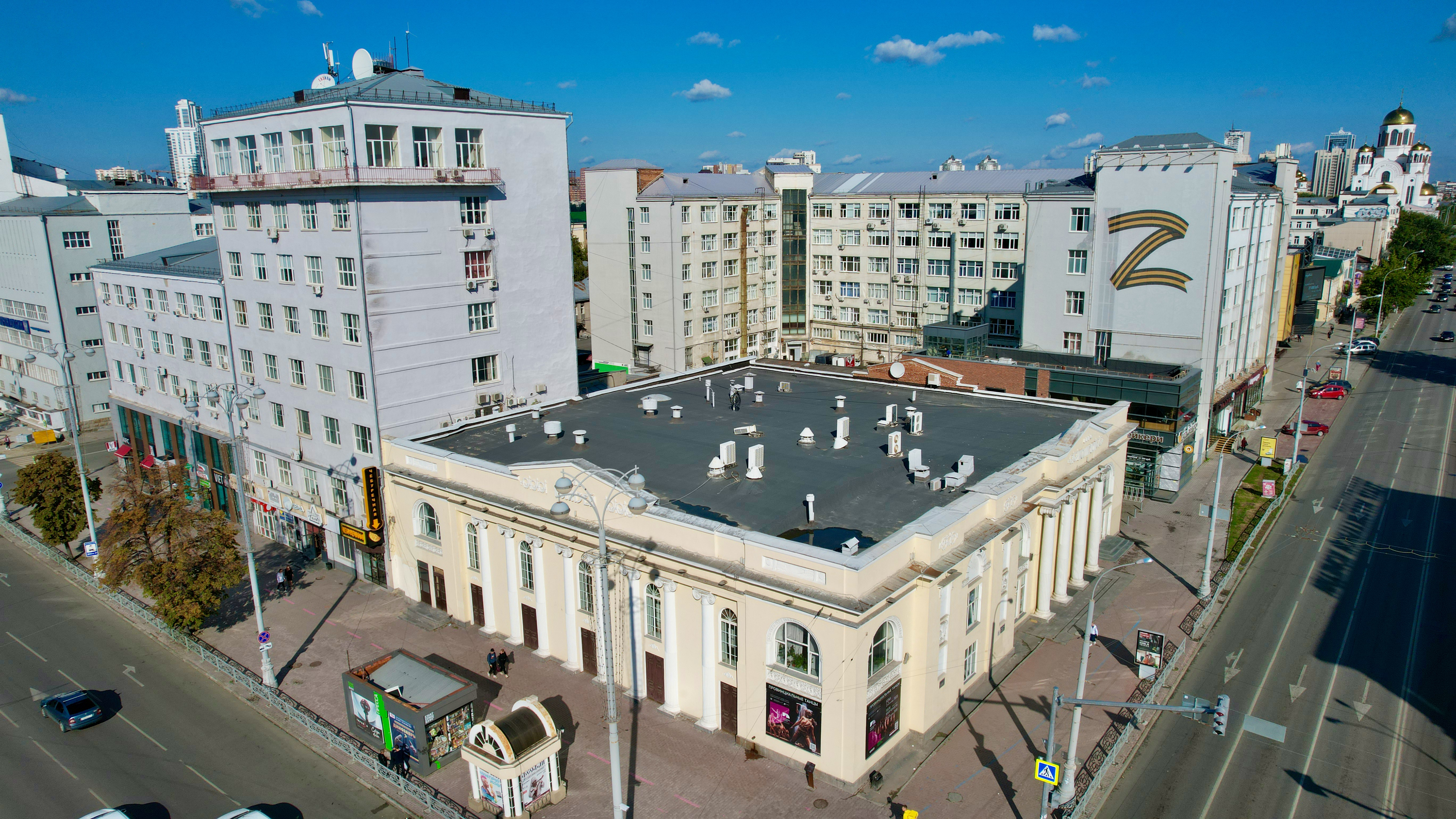
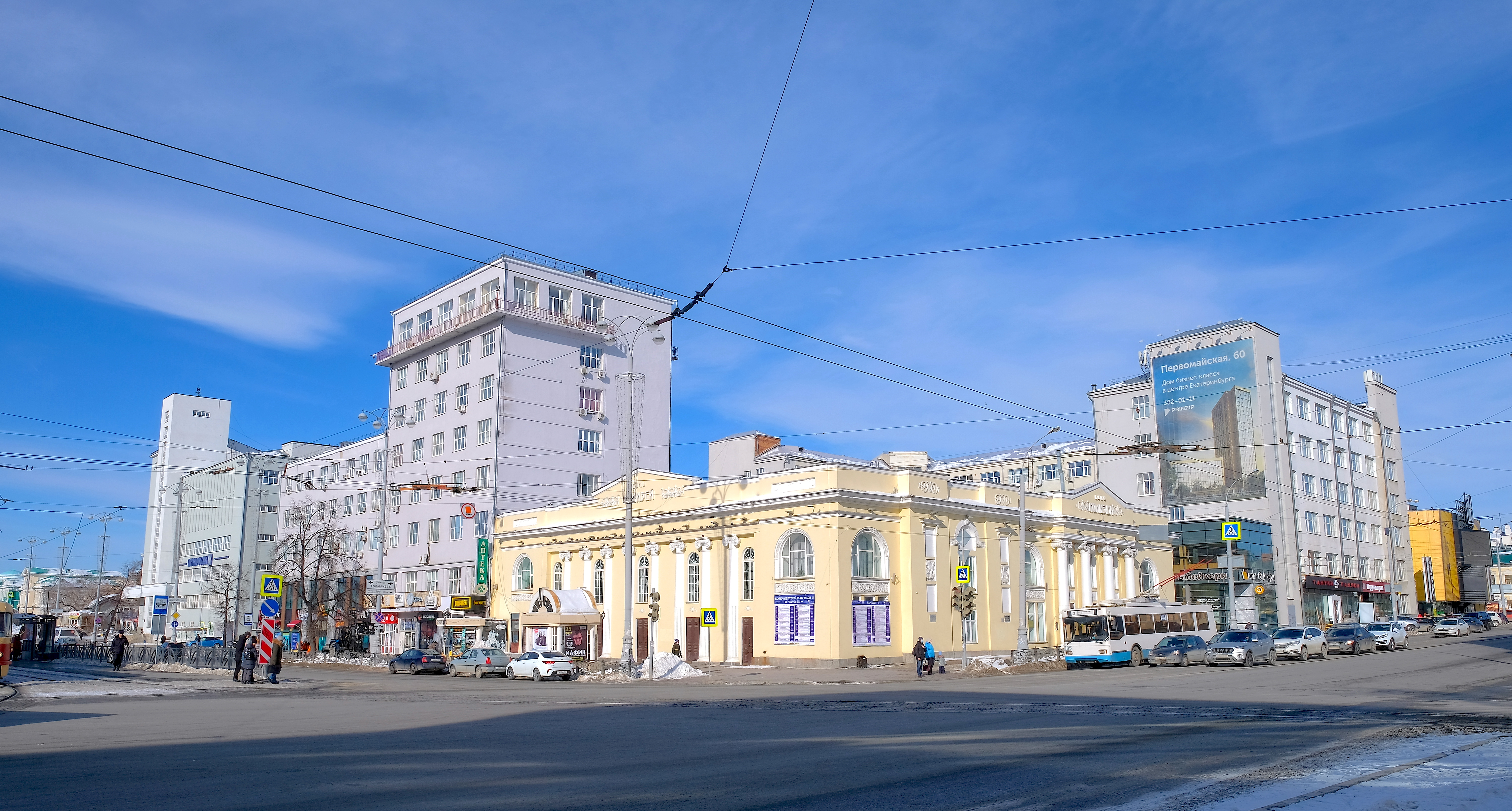
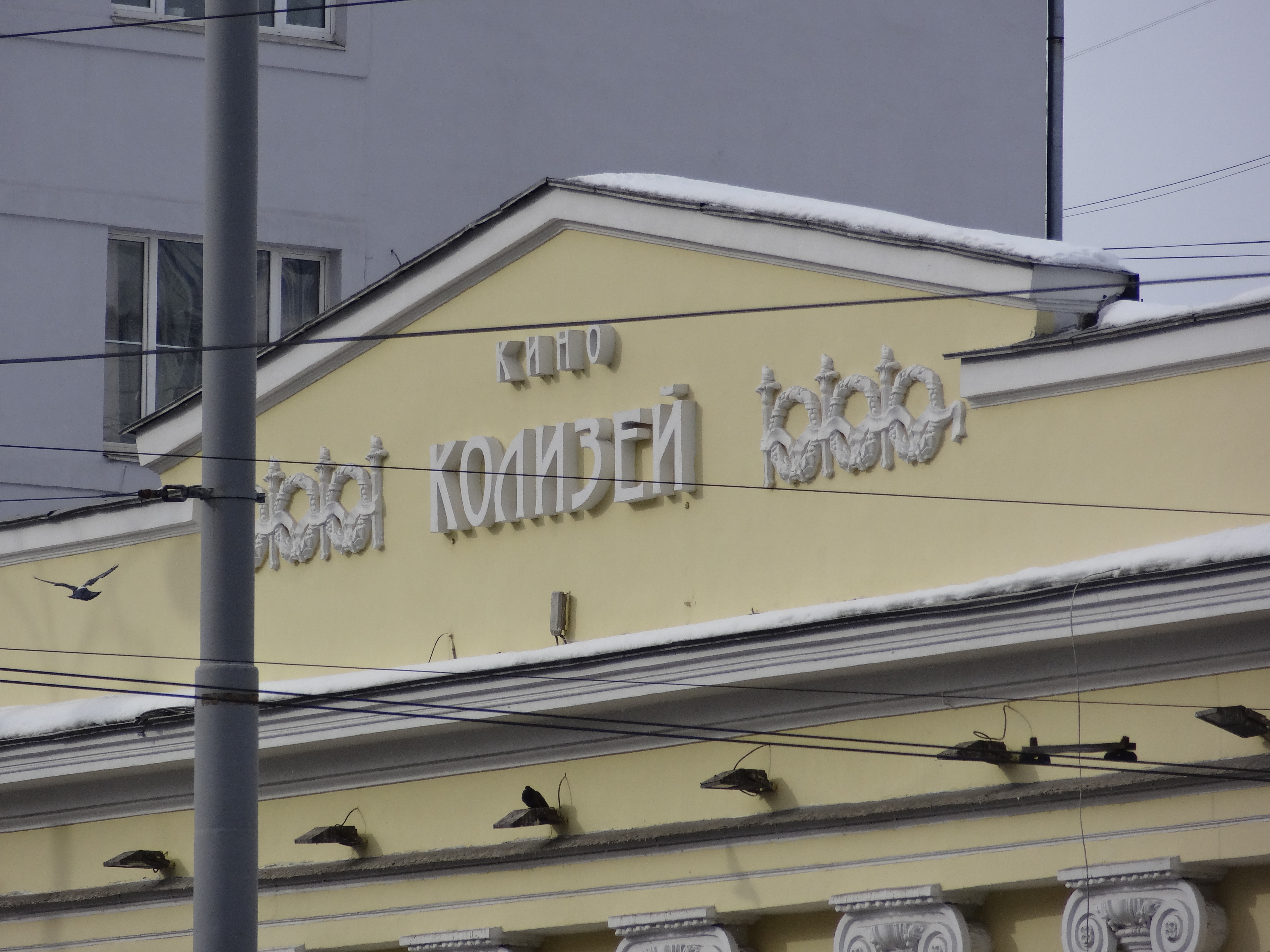
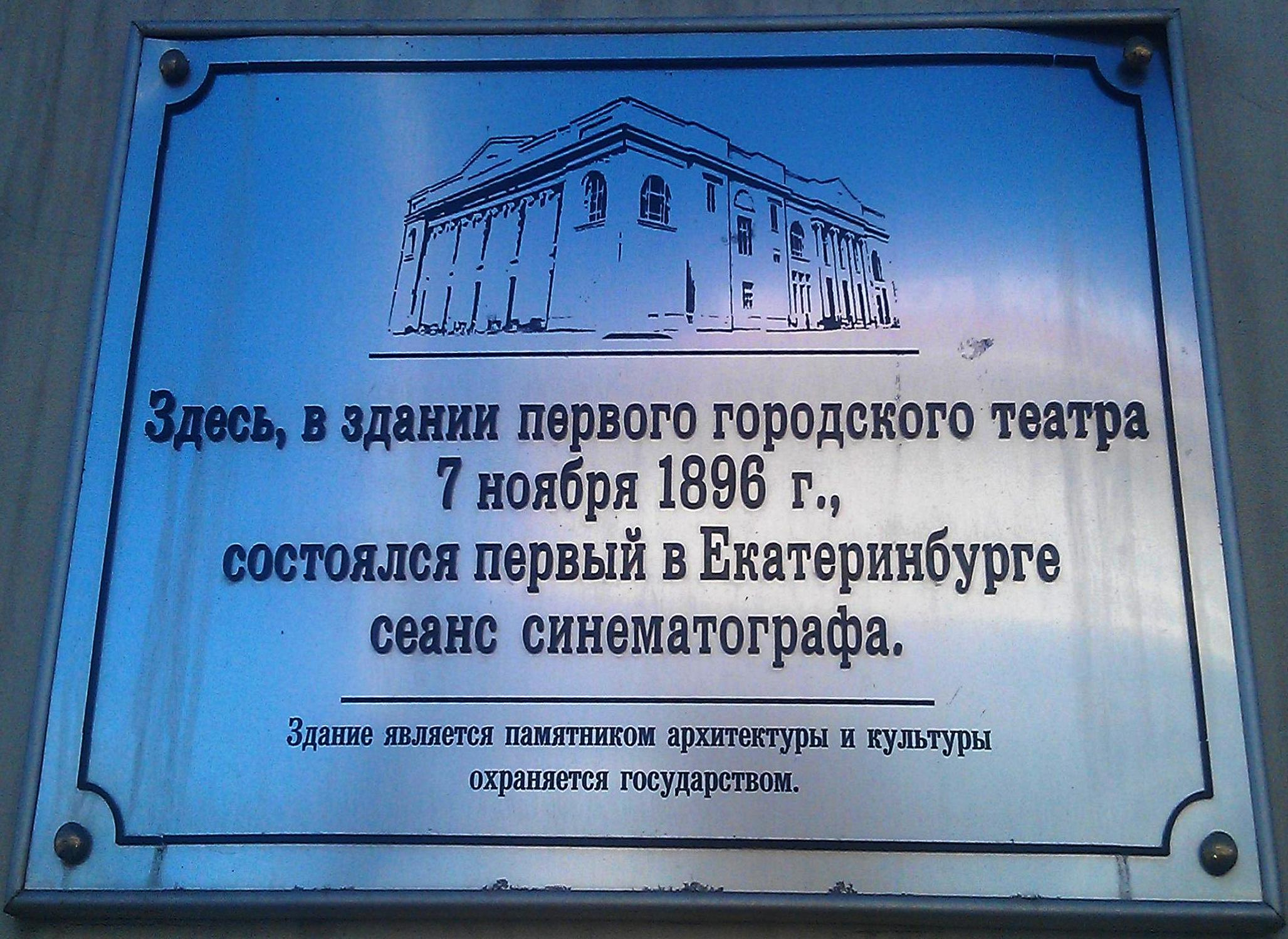